# سده ۲۴ (پیش از میلاد)
(سده بیست‌وپنجم پ.م. - سده بیست‌وچهارم پیش از میلاد مسیح - سده بیست‌وسوم پ.م. - سده‌های دیگر)
قرن بیست و چهارم پیش از میلاد، قرنی بود که از سال ۲۴۰۰ پیش از میلاد تا ۲۳۰۱ پیش از میلاد ادامه یافت.

## رخدادها
- ۲۹۰۰-۲۳۳۴ (پیش از میلاد)؛ جنگهای دودمانی نخستین در میانرودان
- حدود ۲۴۰۰ تا ۲۰۰۰ سال پیش از میلاد: کوزه بزرگ نقاشی شده با پرندگان در حاشیه آن که در تمدن دره رود سند ساخته شده و اکنون در موزه هنرهای زیبای بوستون نگهداری می‌شود.
- ۲۴۰۰ پیش از میلاد - شواهد باستان‌شناسی نشان می‌دهد که محل سکونت در آشور تقریباً در این زمان بوده است.
- ۲۳۸۳ (پیش از میلاد)؛ پپی دوم فرعون مصر باستان که درازترین فرمانروایی را در همه زمانها داراست به فرمانروایی رسید.
- حدود ۲۳۶۰ پیش از میلاد: فوران هکلا.
- حدود ۲۳۵۰ پیش از میلاد: ناهنجاری خاورمیانه (برخورد ظاهری یک دنباله‌دار یا سیارک) در سال ۲۳۵۰ پیش از میلاد رخ داد.
- حدود ۲۳۵۰ پیش از میلاد: لوگال-زاگه-سی از اوما، گو-ادین را فتح کرد و سومر را به عنوان یک پادشاهی واحد متحد ساخت.[۱]
- ۲۳۵۰ (پیش از میلاد)؛ پایان نخستین دودمان پادشاهی در میانرودان
- ۲۳۵۰ (پیش از میلاد)؛ نخستین ویرانی شهر ماری در سوریه کنونی
- حدود ۲۳۴۵ پیش از میلاد: آغاز دودمان ششم مصر (تاریخ دیگر ۲۴۶۰ پیش از میلاد است).[۲]
- ۲۳۳۴ (پیش از میلاد)-۲۲۷۹ (پیش از میلاد)؛ سارگون اکدی بر میانرودان چیره شد.
- ۲۳۳۲ (پیش از میلاد)؛ سارگون یکم به فرمانروایی رسید.
- ۲۳۴۵ (پیش از میلاد)؛ پایان پنجمین دودمان پادشاهی مصر؛ فرعون اوناس درگذشت.
- ۲۳۴۰-۲۱۸۰ (پیش از میلاد)؛ اکد
- ۲۳۳۳ (پیش از میلاد)؛ بر اساس اساطیر کره‌ای، دانگون گوجوسان، اولین پادشاهی کره، را تأسیس کرد.[۳]
- شهر لوتال در تمدن دره سند برخاست.

## چهره‌های برجسته
- اوروکاگینا
- سارگون اکدی
- انهدوآنا دختر سارگون، روحانی و نخستین نویسنده‌ای که به نام برای ما شناخته شده‌است.
- پتاهوتپ وزیر مصر باستان و نویسنده پندهای پتاهوتپ

## نوآوری‌ها، یافته‌ها، آشنایی‌ها
- نخستین اشاره‌ها دربارهٔ زنبورداری در سندهای مصر باستان
- نخستین سند از سامانه پیغام‌رسانی در مصر باستان
- اولین شواهد موجود از زبان نوشتاری اکدی.[۴]

## گاه شناسیکره ای
در اساطیر ملی مدرن کره، شخصیت دانگون، که مادرش در اصل یک خرس بود، دولت گوجوسان را در سال ۲۳۳۳ قبل از میلاد تأسیس کرد و حدود ۲۰۰۰ سال بر آن حکومت کرد. برخی از کره‌ای‌ها آن را به عنوان قدیمی‌ترین دولت کره و دانگون را به عنوان جد کره‌ای‌ها می‌دانند. از سال ۱۹۴۸ تا دسامبر ۱۹۶۱، جمهوری کره رسماًبا افزودن عدد ۲۳۳۳ به سال میلادی، سال‌ها را محاسبه کردند. سال ۲۳۳۳ پیش از میلاد و اسطوره مرتبط با آن، گاهی اوقات به عنوان واقعیت تاریخی و نه اسطوره‌ای در کره ارائه می‌شوند.

## مرگ‌ها
- یارد پسر محاللیل برپایه گاهشمار تورات